# Dworzec autobusowy przy ul. Kazimierza Lipińskiego w Sanoku
Dworzec autobusowy w Sanoku (od 2019 Dworzec Multimodalny Sanok) – dworzec służący komunikacji autobusowej w Sanoku.
W okresie PRL dworzec autobusowy w Sanoku był zlokalizowany na Placu Rewolucji Październikowej, następnie od 10 września 1967 przed budynkiem dworca kolejowego Sanok.
Budowa dworca przy ul. Kazimierza Lipińskiego trwała od połowy 1988. Dworzec o powierzchni 367 m² został oddany do użytku 26 sierpnia 1989. Jest położony przy ulicy Kazimierza Lipińskiego 31 w dzielnicy Posada, jednokierunkowej arterii wiodącej w stronę południowo-wschodnią (kierunek Zagórz, Lesko i generalnie Bieszczady). 
Z dworca kursują autobusy w kierunku Rzeszowa, Ustrzyk Dolnych, Leska. Z Sanoka można dojechać do wielu bieszczadzkich miejscowości, a także nad Zalew Soliński. Z dworca kursują także autobusy dalekobieżne m.in. do Warszawy, Krakowa i Katowic oraz kursy międzynarodowe.
Przewoźnikami działającymi na dworcu autobusowym zostały PKS, PKS Connex, Veolia Transport Bieszczady, Arriva Bus Transport Polska (do czerwca 2017), Przedsiębiorstwo Komunikacji Samochodowej Jarosław S. A. (od lipca 2017).
Z dniem 1 lipca 2017 dworzec autobusowy został zamknięty z powodu zaplanowanego remontu. W związku z tym zajezdnię i przystanek autobusowy tymczasowo umieszczono przy tej samej ulicy, orientacyjnie obok Gimnazjum nr 3 i naprzeciwko sklepu pawilonu „As”. Po dokonanej modernizacji obiekt pod nazwą „Dworzec Multimodalny Sanok” został uroczyście otwarty do użytku w dniu 23 maja 2019.
Autorem projektu architektonicznego Multimodalnego Dworca Autobusowego w Sanoku była Pracownia Architektoniczno-Urbanistyczna A3 z Gliwic (architekt Agnieszka Romanowska-Tarczyńska, projekt konstrukcyjny wykonał konstruktor Henryk Borecki).
Kładka ponad torami kolejowymi umożliwia przejście z dworca autobusowego na stację kolejową Sanok. Była budowana od 1981 do 1982 przez Autosan i została oddana do użytku 19 lipca 1982. Odremontowana została otwarta ponownie 6 listopada 2001. Po przeprowadzonym unowocześnieniu dworca dotychczasowa kładka zyskała formę zabudowaną, wraz z zainstalowanymi windami.
13 września 2019 poinformowano, że administrację dworca objął Urząd Miasta Sanoka.